# تمساح پوزه‌باریک گنگی
تمساح پوزه‌باریک گنگی یا گریال(نام علمی: Gavialis gangeticus) نام یک گونه از تیره تمساح‌پوزه‌باریکان است.
تمساح هندی یکی از دو گونۀ باقی‌مانده از خانوادۀ گاویالیده است. خانواده گاویالیده‌ها به عنوان گروهی از خزندگان تمساح‌مانند که دارای فکی بلند و باریک هستند، شناخته می‌شوند. گونه تمساح هندی در بحران انقراض قرار دارد. همچنین این گونه یکی از دراز‌ترین نوع تمساح‌ها شناخته می‌شود.